# Conistra barettii
Conistra barettii är en fjärilsart som beskrevs av Charles Oberthür. Conistra barettii ingår i släktet Conistra och familjen nattflyn. Inga underarter finns listade i Catalogue of Life.